# Ilarion Curkanovič
Ilarion Curkanovič, ukrajinsky Іларіон Юрійович Цурканович, Ilarion Jurijovič Curkanovyč, též Harion Curkanovič (12. nebo 13. ledna 1878 Davidivci - 1947 Praha), byl rusínský právník a novinář, československý politik a meziválečný senátor Národního shromáždění ČSR za Karpatoruskou stranu práce malorolníků a bezzemků (takzvaná trudová strana).

## Biografie
Narodil se roku 1878 v obci Davidivci v Bukovině. Pocházel z rodiny chudého zemědělce. Studoval gymnázium v Černovicích a pak absolvoval (práva) Černovickou univerzitu. Ač původem Rusín, orientoval se již od studentských let velkorusky a patřil k proruské, promoskevské části rusínské populace. Od mládí se účastnil veřejného a politického života. Počátkem roku 1914 vydával v Černovicích noviny Ruska pravda. V roce 1911 kandidoval za velkoruský blok na Bukovinský zemský sněm (uváděn jako redaktor Curkanovič).
Začátkem první světové války byl zatčen, vězněn ve Vídni a odsouzen pro rusofilské aktivity k trestu smrti. Po nástupu císaře Karla I. byl v roce 1917 amnestován a odešel na území pozdějšího Československa. Bojoval za republiku na Slovensku. V květnu 1919 byl členem rusínské delegace, která v Praze vyhlásila připojení Podkarpatské Rusi k Československu. Pak sloužil v Československé armádě.
Patřil mezi zakladatele Karpatoruské strany trudové. V letech 1918-1919 podporoval Antona Beskida. Po roce 1939 žil v Praze, zemřel patrně koncem 40. let 20. století.
Koncem 20. let se uvádí jako redaktor listu Ruska zemlja v Užhorodu.
V parlamentních volbách v roce 1929 získal senátorské křeslo v Národním shromáždění za ruský národní blok, který ve volbách utvořil koalici s Československou národní demokracií. V senátu setrval do roku 1935. Po větší část svého senátorského mandátu byl hospitantem v klubu Československé národní demokracie. Po jejím odchodu z československé vlády do opozice se ovšem s národními demokraty rozešel. V parlamentních volbách v roce 1935 kandidoval neúspěšně jako člen trudové strany na kandidátce Československé strany národně socialistické.

## Dílo
- Reč' senatora I.Ju. Curkanoviča proiznesennaja im 16-go dekabrja 1930 g. v Senate Narodnago Sobranija po slučaju bjudžetnom debaty, Užgorod : Karpatorusskaja trudovaja partija, 1930 (Škol'naja pomošč')
- Reč' senatora J.Ju. Curkanoviča proiznesennaja im 18-go dekabrja 1931 g. v Senate Narodnago Sobranija po slučaju bjudžetnoj debaty, Užgorod : Izdanije karpatorusskoj trudovoj partii, 1931 (Škol'naja pomošč')
- Reč' senatora J.Ju. Curkanoviča, proiznesennaja im 20-go dekabrja 1933 g. v Senate Narodnago Sobranija po slučaju diskussii nad gosudarstv. bjudžetom, Užgorod : Karpatorusskaja trudovaja partija, 1933 (Škol'naja Pomošč')
- Ideové směrnice karpatoruských politických stran, Praha : Tiskový odbor Ú[středního] S[vazu] Č[eskoslov.] S[tudentstva], 1931
- Russkaja grammatika v sokraščeniji dlja učaščich i učaščichsja = Stručná mluvnice ruského jazyka, Praga, Knigoizdatel’stvo Chutor, 1946